# Stenohya caelata
Espèce
Synonymes
- Levigatocreagris caelata Callaini, 1990

Stenohya caelata est une espèce de pseudoscorpions de la famille des Neobisiidae.

## Distribution
Cette espèce est endémique d'Himachal Pradesh en Inde. Elle se rencontre vers Solan.

## Systématique et taxinomie
Cette espèce a été décrite sous le protonyme Levigatocreagris caelata par Callaini en 1990. Elle est placée dans le genre Stenohya par Harvey en 1991.

## Publication originale
- Callaini, 1990 : A new Levigatocreagris Curcic from northern India (Arachnida, Pseudoscorpionida). Revue Arachnologique, vol. 9, no 5, p. 57-62.